# Pío García-Escudero y Fernández de Urrutia
Pío García-Escudero y Fernández de Urrutia (Palma de Mallorca, 12 de julio de 1887 - Madrid, 30 de junio de 1977) fue un Ingeniero de montes español y segundo conde de Badarán.

## Biografía
En 1909 terminó su carrera de Ingeniero de Montes en la Escuela Especial de Ingenieros de Montes. También recibió el título de ingeniero sanitario. Y doctor ingeniero de Montes, en 1939 fue designado director de la Escuela Especial de Ingenieros de Montes.
En 1949 fue nombrado inspector general del Cuerpo de Ingenieros de Montes. En 1953 asumió la Presidencia de la Asociación de Ingenieros de Montes. En 1955 fue elegido presidente del Consejo Superior de Montes.
Desempeñó diversos cargos de carácter honorífico, social o político. Entre ellos, Presidente de la Comisión de Cooperación Ibero-Americana, Consejero Nacional del Ministerio de Educación y director general de Enseñanzas Técnicas.
Fue galardonado con numerosas distinciones y condecoraciones, como la Medalla de Honor al Mérito Forestal del I Centenario de la Creación de la Escuela de Ingenieros de Montes, la Gran Cruz de la Orden de Isabel la Católica, la Cruz de la Orden del Mérito Civil y de la Orden del Mérito Agrícola, y la Gran Cruz de la Orden de Alfonso X el Sabio.
Autor de la obra: Aparatos topográficos, Escuela Especial de Ingenieros de Montes, Madrid, 1952.

## Matrimonio e hijos
El 17 de noviembre de 1914 contrajo matrimonio en Madrid con Emma Torroba y de Goicoechea, matrimonio del cual vivieron nueve hijos:
- Pío García-Escudero y Torroba (1916-1937). Falangista de la 1ª Centuria de Álava.

- María del Pilar García-Escudero y Torroba (1917-1987). Casada con Eduardo Baselga y Neyra.

- María Julia García-Escudero y Torroba (1919-1995). Casada con José María Calonje Francés.

- Felipe García-Escudero y Torroba (1920-1997). Doctor Arquitecto. Casado con Eloisa Márquez y Cano y padre de Pío García-Escudero.

- José Ignacio García-Escudero y Torroba (1923-2003). Agente de Cambio y Bolsa.

- María de la Concepción García-Escudero y Torroba (1926-2014). Casada con Estanislao Nales y Sáinz de La Maza.

- Francisco Javier García-Escudero y Torroba (1928-  ).

- Antonio María García-Escudero y Torroba.(1932- 2009) Doctor Ingeniero de Montes. Casado con María-José Klein y Sanz.

- Emma García-Escudero y Torroba (1936-1980).

- Datos: Q6093879